# تپه خنجی کشته
تپه خنجی کشته مربوط به عصر مفرغ ـ تاریخی ـ قرون میانی اسلامی است و در شهرستان کوهدشت، بخش کونانی، دهستان کونانی، روستای شورابه وسطی واقع شده و این اثر در تاریخ ۸ بهمن ۱۳۸۵ با شمارهٔ ثبت ۱۷۱۰۳ به عنوان یکی از آثار ملی ایران به ثبت رسیده است.